# 刘源张
刘源张（1925年—2014年4月3日），男，籍贯安徽六安，生于山东青岛，中华人民共和国科学家、中国工程院院士。

## 生平
1949年毕业于日本京都大学，后留学美国，获加利福尼亚大学伯克利分校运筹硕士，1956年，应钱学森邀请回国，担任中国科学院力学研究所副研究员，数学研究所研究员，系统科学所研究员兼副所长。1995年，当选为国际质量科学院院士，2001年当选为中国工程院院士。2014年去世。